# Ouragan Carlotta (2006)
L'ouragan Carlotta est le 3e cyclone tropical et le 2e ouragan de la saison cyclonique 2006 pour le bassin nord-est de l’océan Pacifique. Le nom Carlotta avait déjà été utilisé en 1967, 1971, 1975, 1978, 1982, 1988, 1994 et 2000.

## Chronologie
Le 30 juin 2006, une onde tropicale traversa la côte de l’Afrique de l'Ouest. Elle traversa l'océan Atlantique, en maintenant un niveau minimal de convection atmosphérique. Après avoir traversé l'Amérique centrale et entré dans l’est de l'océan Pacifique le 9 juillet, la convection augmenta significativement. Tard le 10 juillet, l'onde avait développé une zone de basses pressions fermée. Le 11 juillet, la convection s'accrut au sud d'Acapulco de Juárez (Mexique), de sorte que le 12 juillet vers 0h00 UTC, on la désigna dépression tropicale (TD-4-E). Elle était alors centrée à 460 kilomètres (290 milles) au sud de Zihuatanejo de Azueta (Mexique).
TD-4-E s'intensifia rapidement ; tôt le 12 juillet, elle était promue au rang de tempête tropicale. Elle reçut alors le nom de Carlotta. Le cyclone continua de s'organiser. Tôt le 13 juillet, il devint ouragan.
Toutefois, le 14 juillet, atteignant une zone de vents cisaillants et d'eaux plus froides, Carlotta faiblit en tempête tropicale vers 15h00 UTC. Plus tard ce jour-là, elle devint de nouveau ouragan, pour faiblir tôt le lendemain matin en tempête tropicale. Le cyclone continua de s'affaiblir. Tôt le 16 juillet, on le rétrograda en dépression tropicale. La dépression perdit le reste de ses nuages convectifs et se dissipa tard le même jour.